# فجر الماجد
فجر الماجد (1998 -)، ممثلة بحرينية. رشحها المخرج ياسر ناصر للتمثيل. وعملت بسن الطفولة ببعض الأدوار حتى توقفها عن العمل الفني عام 2011.

## أعمالها

### من المسلسلات
| سنه الإنتاج | اسم المسلسل                                         | بمشاركة                                                              |
| ----------- | --------------------------------------------------- | -------------------------------------------------------------------- |
| 2007        | الفجر المستحيل                                      | مبارك خميس، ليلى السلمان، يوسف بو هلول                               |
| 2008        | ظل الياسمين                                         | إبراهيم الصلال، شهد الياسين، محمد الحجي، فاطمة عبد الرحيم، هدى سلطان |
| 2009        | سوالف طفاش الجزء الثاني، 2010                       | علي الغرير، خليل الرميثي، سارة البلوشي                               |
| 2009        | الساكنات في قلوبنا - حلقات منفصلة الجزء الثاني 2010 | مجموعة من الممثلين                                                   |
| 2011        | شوية أمل                                            | زهرة عرفات، محمد المنصور، إبراهيم الحساوي، خالد البريكي              |
| 2011        | سماء ثانية                                          | هيفاء حسين، جاسم النبهان، عبد المحسن النمر، أحمد إيراج               |
| 2011        | الحب المستحيل - حلقات منفصلة                        | مجموعة من الممثلين                                                   |

## روابط خارجية
- فجر الماجد على موقع قاعدة بيانات الأفلام العربية